# Solitude/Solitaire
| Críticas profissionais | Críticas profissionais |
| Avaliações da crítica  | Avaliações da crítica  |
| Fonte                  | Avaliação              |
| ---------------------- | ---------------------- |
| AllMusic               | [ 1 ]                  |

Solitude/Solitaire, lançado em 23 de junho de 1986, é o segundo álbum solo do cantor norte-americano Peter Cetera, ex-membro e vocalista da banda Chicago. O álbum inclui dois sucessos: "Glory of Love" e "The Next Time I Fall" (com Amy Grant).

## Faixas
1. "Big Mistake" (Peter Cetera / Amos Galpin) – 5:39
2. "They Don't Make 'Em Like They Used To" (Cetera / Erich Bulling) – 4:04
3. "Glory of Love" (Cetera / David Foster / Diane Nini) – 4:24
4. "Queen of the Masquerade Ball" (Cetera / Michael Omartian) – 3:50
5. "Daddy's Girl" (Cetera / Mark Goldenberg) – 3:46
6. "The Next Time I Fall" (com Amy Grant) (Bobby Caldwell / Paul Gordon) – 3:43
7. "Wake Up to Love" (Cetera / David Wolinski / Omartian) – 4:29
8. "Solitude/Solitaire" (Cetera / Omartian) – 4:58
9. "Only Love Knows Why" (Cetera / George Bitzer / Omartian) – 4:29